# Francis Duffy
Francis Duffy (Bawnboy, 21 aprile 1958) è un arcivescovo cattolico irlandese, dal 10 novembre 2021 arcivescovo metropolita di Tuam e dal 10 aprile 2024 amministratore apostolico di Killala.

## Biografia
È nato a Bawnboy il 21 aprile 1958.

### Formazione e ministero sacerdotale
Dopo essere entrato nel seminario di Maynooth è stato ordinato presbitero il 20 giugno 1982. Successivamente ha conseguito due master in storia e in educazione e management. Ha ricoperto il ruolo di docente di storia e di lingua irlandese.

### Ministero episcopale

Stemma vescovile

Il 17 luglio 2013 papa Francesco lo ha nominato vescovo di Ardagh; è succeduto a Colm O'Reilly, dimessosi per raggiunti limiti di età.
Ha ricevuto la consacrazione episcopale il 6 ottobre successivo per imposizione delle mani del cardinale Seán Baptist Brady, arcivescovo metropolita di Armagh, assistito dai co-consacranti Charles John Brown, arcivescovo titolare di Aquileia e nunzio apostolico in Irlanda, e Colm O'Reilly, vescovo emerito di Ardagh.
Il 10 novembre 2021 papa Francesco lo ha promosso arcivescovo metropolita di Tuam; è succeduto a Michael Neary, dimissionario per raggiunti limiti d'età. Ha preso possesso dell'arcidiocesi il 9 gennaio 2022.
Dal 10 aprile 2024 ricopre anche l'ufficio di amministratore apostolico di Killala.

## Genealogia episcopale
La genealogia episcopale è:
- Cardinale Scipione Rebiba
- Cardinale Giulio Antonio Santori
- Cardinale Girolamo Bernerio, O.P.
- Arcivescovo Galeazzo Sanvitale
- Cardinale Ludovico Ludovisi
- Cardinale Luigi Caetani
- Cardinale Ulderico Carpegna
- Cardinale Paluzzo Paluzzi Altieri degli Albertoni
- Papa Benedetto XIII
- Papa Benedetto XIV
- Papa Clemente XIII
- Cardinale Giovanni Carlo Boschi
- Cardinale Bartolomeo Pacca
- Papa Gregorio XVI
- Cardinale Castruccio Castracane degli Antelminelli
- Cardinale Paul Cullen
- Arcivescovo Joseph Dixon
- Arcivescovo Daniel McGettigan
- Cardinale Michael Logue
- Cardinale Joseph MacRory
- Cardinale John Francis D'Alton
- Cardinale William John Conway
- Cardinale Cahal Brendan Daly
- Cardinale Seán Baptist Brady
- Arcivescovo Francis Duffy